# Yères
Die Yères (manchmal auch Yeres geschrieben) ist ein Küstenfluss in Frankreich, der im Département Seine-Maritime in der Region Normandie verläuft. Sie entspringt im Gemeindegebiet von Aubermesnil-aux-Érables, entwässert generell in nordwestlicher Richtung und mündet nach rund 40 Kilometern bei Criel Plage im Gemeindegebiet von Criel-sur-Mer in den Ärmelkanal.

## Orte am Fluss
(Reihenfolge in Fließrichtung)
- Aubermesnil-aux-Érables
- Villers-sous-Foucarmont
- Foucarmont
- Fallencourt
- Dancourt
- Grancourt
- Villy-sur-Yères
- Cuverville-sur-Yères
- Saint-Martin-le-Gaillard
- Touffreville-sur-Eu
- Criel-sur-Mer